# Le Mabilay
Le Mabilay est un bâtiment de bureaux situé à Rennes et édifié en 1973 par l'architecte Louis Arretche. Il accueille également un incubateur de startups et un restaurant ouvert au public au rez-de-chaussée. C'est le troisième plus haut bâtiment de la ville de Rennes.

## Historique
L'Office de radiodiffusion-télévision française et le Centre national d'études des télécommunications décident au début des années 1970 de faire construire un bâtiment dédié au développement des signaux audiovisuels pour les télécommunications : le Centre commun d'études de télévision et télécommunications qui voit apparaître des innovations telles que le Minitel.
Le centre déménage en 1983. Le bâtiment devient alors l'antenne Recherche et Développement pour le Grand Ouest de l'opérateur France Télécom jusqu'en 2007.
Sauvé de la destruction, il est réhabilité et prend son nom actuel : le Mabilay. Il accueille depuis 2014 des entreprises et devient du Poool, l'antenne rennaise de la French Tech Rennes-Saint-Malo.